# Bělavka
Bělavka (Leucothoe) je rod rostlin z čeledi vřesovcovité. Zahrnuje 5 druhů a je rozšířen v Asii a USA. Některé druhy byly přeřazeny do jiných rodů, např. Eubotrys.
Jsou to keře rostoucí 1–3 m vysoko, mohou být opadavé nebo stálezelené v závislosti na druhu.Listy jsou střídavé, podlouhlé, celokrajné, 2–15 cm dlouhé. Rostliny kvetou v 3–15 cm dlouhých hroznech, květy mají zvonkovitý tvar a bývají 4–20 mm dlouhé, bílé nebo někdy růžové.

## Původ jména
Leucothoé byla bájnou postavou řecké mytologie, byla milenkou boha Apollona, později proměněná v keř.

## Použití
Rozšířena jako dekorativní dřevina ozdobná květem a stálezelenými listy, zejména pestrolisté kultivary.

## Pěstování
Je to vřesovištní rostlina, proto se jí daří v kyselé půdě, rašelině. Roste i v polostínu, ale nejlépe se jí daří na slunci, ovšem některé druhy polostín snášejí dobře. Nesnáší vápník a některé druhy špatně snáší přemokření anebo sucho, jiné rostou na okrajích vody a v bažinách.
Častěji pěstovaná je leukothoe horská (L. fontanesiana).
 Choulostivější druhy vyžadují pro přezimování zimní kryt. Zalévá se dešťovou vodou (nebo upravenou vodou), při zalévání nevhodnou vodou se může pH půdy změnit.

## Zástupci
- leukothoe Davisové (Leucothoe davisiae)
- leukothoe horská (Leucothoe fontanesiana)
- leukothoe úžlabní (Leucothoe axillaris)[6][7]